# Mortes em outubro de 2007
Mortes em 2007: ← – Janeiro – Fevereiro – Março – Abril – Maio – Junho – Julho – Agosto – Setembro – Outubro – Novembro – Dezembro – →
Esta é uma relação de pessoas notáveis que morreram durante o mês de outubro de 2007, listando nome, nacionalidade, ocupação e ano de nascimento.

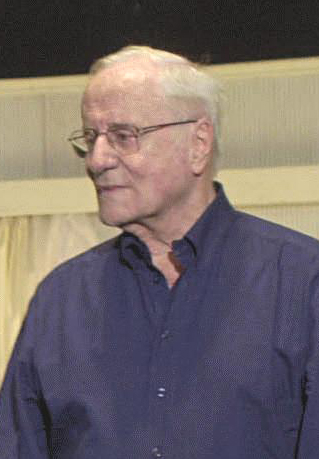
Paulo Autran, ator brasileiro.

| Dia | Nome                       | Profissão ou motivo de reconhecimento | Nacionalidade  | Ano de nasc. | Ref    |
| --- | -------------------------- | ------------------------------------- | -------------- | ------------ | ------ |
| 1   | Al Oerter                  | Atleta                                | Estados Unidos | 1936         | [ 1 ]  |
| 2   | Castro Gonzaga             | Ator                                  | Brasil         | 1918         | [ 2 ]  |
| 2   | Tetsuo Okamoto             | Nadador                               | Brasil         | 1932         | [ 3 ]  |
| 3   | Pablo Palazuelo            | Pintor e escultor                     | Espanha        | 1916         | [ 4 ]  |
| 3   | Rogelio Salmona            | Arquiteto                             | Colômbia       | 1929         | [ 5 ]  |
| 7   | Norick Abe                 | Motociclista                          | Japão          | 1975         | [ 6 ]  |
| 9   | Fausto Correia             | Político                              | Portugal       | 1951         | [ 7 ]  |
| 9   | Raul Durão                 | Jornalista e apresentador             | Portugal       | 1942         | [ 8 ]  |
| 12  | Paulo Autran               | Ator                                  | Brasil         | 1922         | [ 9 ]  |
| 12  | Soe Win                    | Primeiro-ministro                     | Myanmar        | 1948         | [ 10 ] |
| 16  | Deborah Kerr               | Atriz                                 | Escócia        | 1921         | [ 11 ] |
| 17  | Francisco Egydio           | Cantor e compositor                   | Brasil         | 1927         | [ 12 ] |
| 17  | Joey Bishop                | Comediante                            | Estados Unidos | 1918         | [ 13 ] |
| 19  | José Aparecido de Oliveira | Político                              | Brasil         | 1929         | [ 14 ] |
| 26  | Arthur Kornberg            | Nobel de Medicina                     | Estados Unidos | 1959         | [ 15 ] |
| 27  | Raffaele Rossi             | Cineasta                              | Itália         | 1938         | [ 16 ] |
| 30  | Robert Goulet              | Ator e cantor                         | Estados Unidos | 1933         | [ 17 ] |